# Seleção Norueguesa de Futebol
A Seleção Norueguesa de Futebol representa a Noruega nas competições de futebol da FIFA.
A Noruega já participou das Copas do Mundo de 1938, 1994 e 1998. Nesta última competição, venceu o Brasil na primeira fase por 2 a 1 e avançou às oitavas de final, sua melhor classificação no torneio na história.
A Noruega é famosa por ser a única seleção de futebol do mundo da qual o Brasil jamais venceu, foram 4 jogos, com 2 empates e 2 vitórias da Noruega.
Disputa suas partidas como mandante no Ullevaal Stadion, em Oslo.

## Títulos

### Títulos oficiais
| EVENTOS MULTIESPORTIVOS | EVENTOS MULTIESPORTIVOS | EVENTOS MULTIESPORTIVOS | EVENTOS MULTIESPORTIVOS |  |
| ----------------------- | ----------------------- | ----------------------- | ----------------------- |  |
|                         | Competição              | Vezes                   | Ano                     |  |
|                         | Jogos Olímpicos         | 1                       | 1936                    |  |

### Títulos não-oficiais
| Torneios amistosos | Torneios amistosos | Torneios amistosos | Torneios amistosos |
|                    | Competição         | Vezes              | Ano                |
| ------------------ | ------------------ | ------------------ | ------------------ |
|                    | Campeonato Nórdico | 1                  | 1929–32            |
| Hong Kong          | Carlsberg Cup      | 2                  | 2001, 2004         |

## Campanhas destacadas
- Copa do Mundo: Oitavas de final em 1998;
- Olimpíadas: medalha de bronze em 1936;

## Desempenho em competições
| Desempenho na Copa do Mundo | Desempenho na Copa do Mundo | Desempenho na Copa do Mundo | Desempenho na Copa do Mundo | Desempenho na Copa do Mundo | Desempenho na Copa do Mundo | Desempenho na Copa do Mundo | Desempenho na Copa do Mundo | Desempenho na Copa do Mundo |
| Ano                         | Fase                        | Posição                     | J                           | V                           | E*                          | D                           | GP                          | GC                          |
| --------------------------- | --------------------------- | --------------------------- | --------------------------- | --------------------------- | --------------------------- | --------------------------- | --------------------------- | --------------------------- |
| 1930                        | Não se classificou          | -                           | -                           | -                           | -                           | -                           | -                           | -                           |
| 1934                        | Não se classificou          | -                           | -                           | -                           | -                           | -                           | -                           | -                           |
| 1938                        | 1ª fase                     | 12/15                       | 1                           | 0                           | 0                           | 1                           | 1                           | 2                           |
| 1950                        | Não se classificou          | -                           | -                           | -                           | -                           | -                           | -                           | -                           |
| 1954                        | Não se classificou          | -                           | -                           | -                           | -                           | -                           | -                           | -                           |
| 1958                        | Não se classificou          | -                           | -                           | -                           | -                           | -                           | -                           | -                           |
| 1962                        | Não se classificou          | -                           | -                           | -                           | -                           | -                           | -                           | -                           |
| 1966                        | Não se classificou          | -                           | -                           | -                           | -                           | -                           | -                           | -                           |
| 1970                        | Não se classificou          | -                           | -                           | -                           | -                           | -                           | -                           | -                           |
| 1974                        | Não se classificou          | -                           | -                           | -                           | -                           | -                           | -                           | -                           |
| 1978                        | Não se classificou          | -                           | -                           | -                           | -                           | -                           | -                           | -                           |
| 1982                        | Não se classificou          | -                           | -                           | -                           | -                           | -                           | -                           | -                           |
| 1986                        | Não se classificou          | -                           | -                           | -                           | -                           | -                           | -                           | -                           |
| 1990                        | Não se classificou          | -                           | -                           | -                           | -                           | -                           | -                           | -                           |
| 1994                        | 1ª fase                     | 17/24                       | 3                           | 1                           | 1                           | 1                           | 1                           | 1                           |
| 1998                        | Oitavas de final            | 15/32                       | 4                           | 1                           | 2                           | 1                           | 5                           | 5                           |
| 2002                        | Não se classificou          | -                           | -                           | -                           | -                           | -                           | -                           | -                           |
| 2006                        | Não se classificou          | -                           | -                           | -                           | -                           | -                           | -                           | -                           |
| 2010                        | Não se classificou          | -                           | -                           | -                           | -                           | -                           | -                           | -                           |
| 2014                        | Não se classificou          | -                           | -                           | -                           | -                           | -                           | -                           | -                           |
| 2018                        | Não se classificou          | -                           | -                           | -                           | -                           | -                           | -                           | -                           |
| 2022                        | Não se classificou          |                             |                             |                             |                             |                             |                             |                             |
| Total                       | 3/21                        | 0 títulos                   | 8                           | 2                           | 3                           | 3                           | 7                           | 8                           |

| Desempenho na Eurocopa | Desempenho na Eurocopa | Desempenho na Eurocopa | Desempenho na Eurocopa | Desempenho na Eurocopa | Desempenho na Eurocopa | Desempenho na Eurocopa | Desempenho na Eurocopa | Desempenho na Eurocopa |
| Ano                    | Fase                   | PG                     | J                      | V                      | E*                     | D                      | GP                     | GC                     |
| ---------------------- | ---------------------- | ---------------------- | ---------------------- | ---------------------- | ---------------------- | ---------------------- | ---------------------- | ---------------------- |
| 1960                   | Não se classificou     | -                      | -                      | -                      | -                      | -                      | -                      | -                      |
| 1964                   | Não se classificou     | -                      | -                      | -                      | -                      | -                      | -                      | -                      |
| 1968                   | Não se classificou     | -                      | -                      | -                      | -                      | -                      | -                      | -                      |
| 1972                   | Não se classificou     | -                      | -                      | -                      | -                      | -                      | -                      | -                      |
| 1976                   | Não se classificou     | -                      | -                      | -                      | -                      | -                      | -                      | -                      |
| 1980                   | Não se classificou     | -                      | -                      | -                      | -                      | -                      | -                      | -                      |
| 1984                   | Não se classificou     | -                      | -                      | -                      | -                      | -                      | -                      | -                      |
| 1988                   | Não se classificou     | -                      | -                      | -                      | -                      | -                      | -                      | -                      |
| 1992                   | Não se classificou     | -                      | -                      | -                      | -                      | -                      | -                      | -                      |
| 1996                   | Não se classificou     | -                      | -                      | -                      | -                      | -                      | -                      | -                      |
| 2000                   | 1ª fase                | 9/16                   | 3                      | 1                      | 1                      | 1                      | 1                      | 1                      |
| 2004                   | Não se classificou     | -                      | -                      | -                      | -                      | -                      | -                      | -                      |
| 2008                   | Não se classificou     | -                      | -                      | -                      | -                      | -                      | -                      | -                      |
| 2012                   | Não se classificou     | -                      | -                      | -                      | -                      | -                      | -                      | -                      |
| 2016                   | Não se classificou     | -                      | -                      | -                      | -                      | -                      | -                      | -                      |
| 2020                   | Não se classificou     | -                      | -                      | -                      | -                      | -                      | -                      | -                      |
| Total                  | 0 Títulos              | 1/15                   | 3                      | 1                      | 1                      | 1                      | 1                      | 1                      |

| Desempenho na Copa das Confederações | Desempenho na Copa das Confederações | Desempenho na Copa das Confederações | Desempenho na Copa das Confederações | Desempenho na Copa das Confederações | Desempenho na Copa das Confederações | Desempenho na Copa das Confederações | Desempenho na Copa das Confederações |
| Ano                                  | Fase                                 | PG                                   | V                                    | E*                                   | D                                    | GP                                   | GC                                   |
| ------------------------------------ | ------------------------------------ | ------------------------------------ | ------------------------------------ | ------------------------------------ | ------------------------------------ | ------------------------------------ | ------------------------------------ |
| 1992                                 | Não se classificou                   | -                                    | -                                    | -                                    | -                                    | -                                    | -                                    |
| 1995                                 | Não se classificou                   | -                                    | -                                    | -                                    | -                                    | -                                    | -                                    |
| 1997                                 | Não se classificou                   | -                                    | -                                    | -                                    | -                                    | -                                    | -                                    |
| 1999                                 | Não se classificou                   | -                                    | -                                    | -                                    | -                                    | -                                    | -                                    |
| 2001                                 | Não se classificou                   | -                                    | -                                    | -                                    | -                                    | -                                    | -                                    |
| 2003                                 | Não se classificou                   | -                                    | -                                    | -                                    | -                                    | -                                    | -                                    |
| 2005                                 | Não se classificou                   | -                                    | -                                    | -                                    | -                                    | -                                    | -                                    |
| 2009                                 | Não se classificou                   | -                                    | -                                    | -                                    | -                                    | -                                    | -                                    |
| 2013                                 | Não se classificou                   | -                                    | -                                    | -                                    | -                                    | -                                    | -                                    |
| 2017                                 | Não se classificou                   | -                                    | -                                    | -                                    | -                                    | -                                    | -                                    |
| Total                                | 0/10                                 | -                                    | -                                    | -                                    | -                                    | -                                    | -                                    |

## Técnicos da Noruega
- Willibald Hahn 1953-1955
- Ron Lewin 1956-1957
- Edmund Majowsky 1958
- Ragnar Nikolai Larsen 1958
- Kristian Henriksen 1959
- Wilhelm Friedrich Kment 1960-1962
- Ragnar Nikolai Larsen 1962-1966
- Wilhelm Friedrich Kment 1967-1969
- Øivind Johannessen 1970-1971
- George Curtis 1972-1974
- Kjell Schou-Andreassen e Nils Arne Eggen 1975-1977
- Tor Røste Fossen 1978-1987
- Tord Grip 1987-1988
- Ingvar Stadheim 1988-1990
- Egil "Drillo" Olsen 1990-1998 e 2009-atualmente
- Nils Johan Semb 1998-2003
- Åge Hareide 2003-2008

## Uniformes

### Uniformes dos jogadores
- 1º - Camisa e calção vermelha, meias azuis;
- 2º - Camisa, calção e meias brancas.

| 1º Uniforme | 2º Uniforme |

### Uniformes anteriores
- 2022

| Titular | Reserva |

- 2020

| Titular | Reserva |

- 2018

| Titular | Reserva |

- 2016

| Titular | Reserva |

- 2015

| Titular | Reserva |

- 2012

| Titular | Reserva |

- 2010

| Titular | Reserva |

- 2008

| Titular |

- 2006

| Titular |

- 2000

| Titular | Reserva |

### Material esportivo
| Fornecedor     | Período       |
| -------------- | ------------- |
| Le Coq Sportif | 1976–1980     |
| Hummel         | 1981–1991     |
| Adidas         | 1992–1997     |
| Umbro          | 1998–2014     |
| Nike           | 2015–presente |